# Spinnsidan
Spinnsidan är den kvinnliga delen av en släkt. Detta språkbruk har uppkommit genom att spinna fordom betraktades som den speciellt kvinnliga sysselsättningen och att sländan sågs som en kvinnlig symbol.
Motsvarigheten på den manliga sidan heter svärdssidan.
Termen används ibland även för att beteckna den vänstra halvan av kyrkorummet, det vill säga bänkarna till vänster om mittgången, vid exempelvis bröllop, eftersom den vänstra halvan av kyrkan är den "kvinnliga" sidan. Bruden går också upp till altaret på vänster sida, tärnorna är placerade på vänster sida, och i de fall altaret har ett altarskåp finns ofta i skåpets corpus (mittsektion) Maria avbildad på krucifixets högra sida (dvs. sett från menigheten den vänstra).